# 德米特里·弗鲁贝尔
德米特里·弗拉基米罗维奇·弗鲁贝尔（俄语：Дмитрий Владимирович Врубель；1960年7月14日—2022年8月14日）是一名俄罗斯画家。其最出名的作品是在东边画廊画的《我的上帝，助我在这致命之爱中存活》，描绘了列昂尼德·勃列日涅夫和埃里希·昂纳克之间的社会主义兄弟之吻。
弗鲁贝尔出生在苏联的莫斯科。他的姓氏是波兰普通姓氏Wróbel的俄语化。

## 早年生活

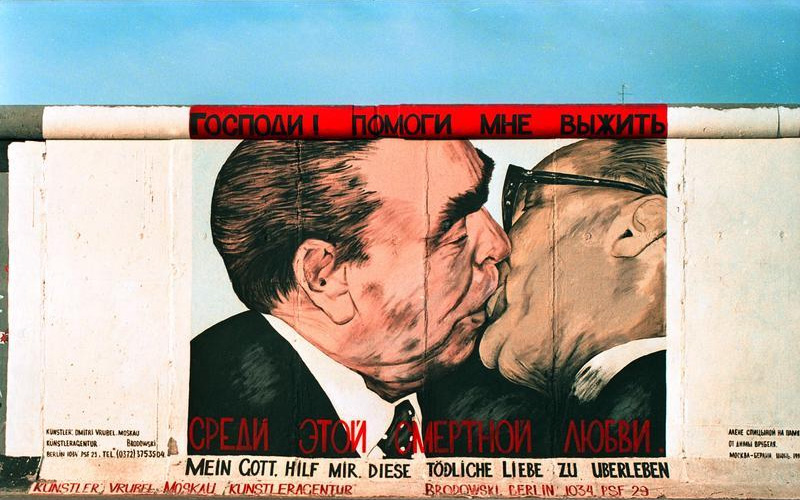
柏林墙上的《我的上帝，助我在这致命之爱中存活》

弗鲁贝尔是两个工程师的独生子。他15岁开始学习绘画，在莫斯科国立列宁师范学院平面艺术系学习。1976年，他跟随米哈伊尔·爱泼斯坦学习绘画，1977年至1978年跟随安德烈·潘琴科，1977年至1980年师从弗拉基米尔·奥夫钦尼科夫。
1980年代，他成为莫斯科地下前卫艺术家俱乐部的成员。自1983年起为苏联艺术家联盟成员。1987年，他参加了前卫艺术家俱乐部（CLAVA）的第一次展览。从1986年到1996年，他在他的公寓（"Kvart-Art"，莫斯科）组织了弗鲁贝尔画廊。在苏联的最后几年，他积极参与地下艺术界，并在他的公寓里组织了非法展览。
1989年，他第一次离开苏联，在巴黎生活了两个月。
从1990年起，他断断续续地住在柏林。创作涂鸦是由亚历山大·布罗多夫斯基组织的，他之前在东德担任导游讲解员。他参与了当代艺术，并邀请了五位来自苏联的艺术家，在民主德国举办了第一次苏联当代艺术展览。弗鲁贝尔于1990年在柏林墙的东侧创作了《我的上帝，助我在这致命之爱中存活》。在柏林墙倒塌之前，墙上的涂鸦只存在于西侧。
2008年，莫斯科中央艺术家之家举办了（在马拉特·格尔曼的指导下）"福音计划"展览，他为该展览准备了40幅画。其概念是将当代的热点图像和圣经中的语录混合在一起。俄罗斯东正教会彼尔姆教区谴责了这次展览。
自2010年起，他与妻子居住在柏林，他们在文化酿酒厂的熊猫剧院建立了弗鲁贝尔+季莫菲耶娃开放工作室。
弗鲁贝尔生命的最后几年一直在开发使用虚拟现实技术的展览。

## 作品

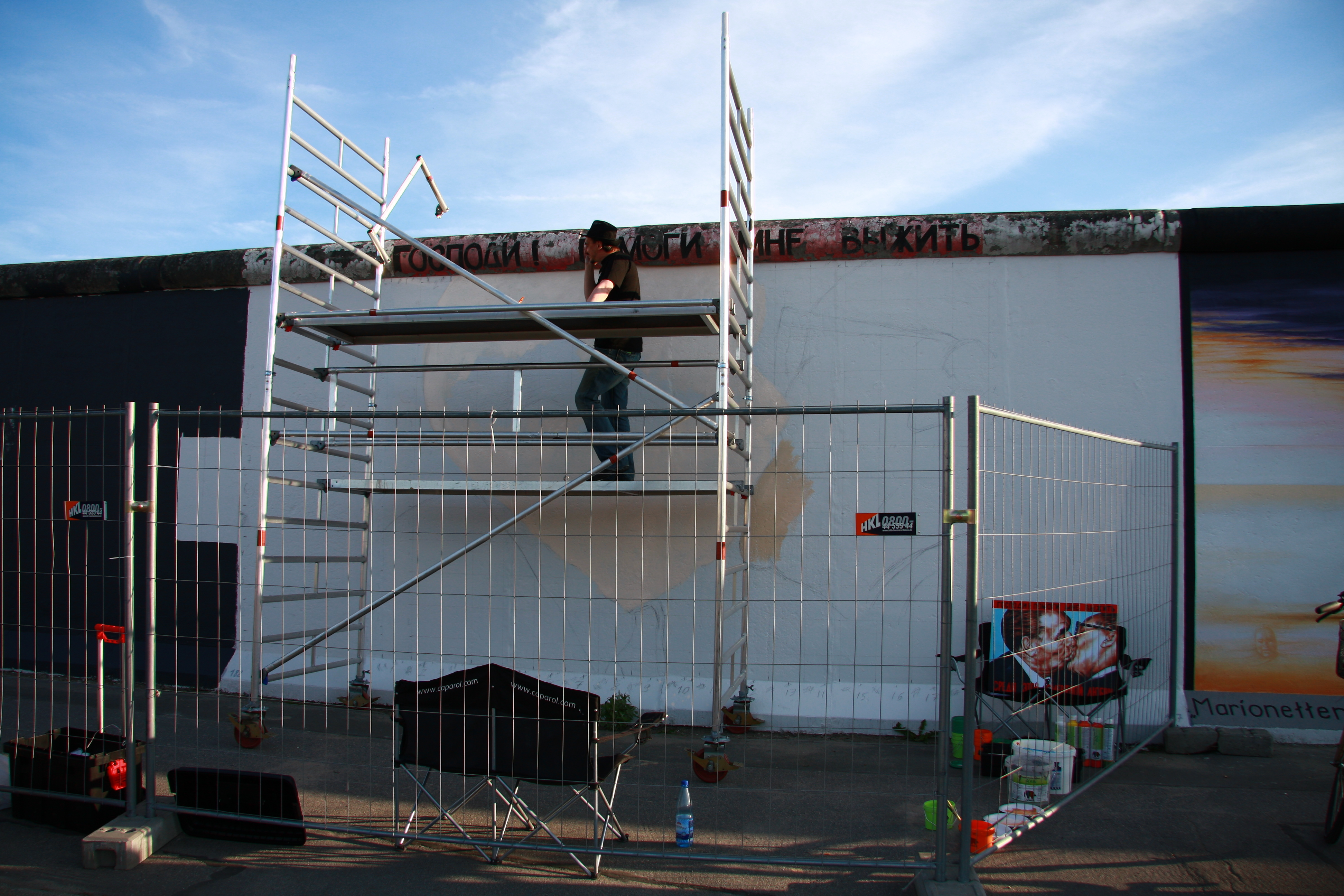
弗鲁贝尔在2009年恢复了涂鸦

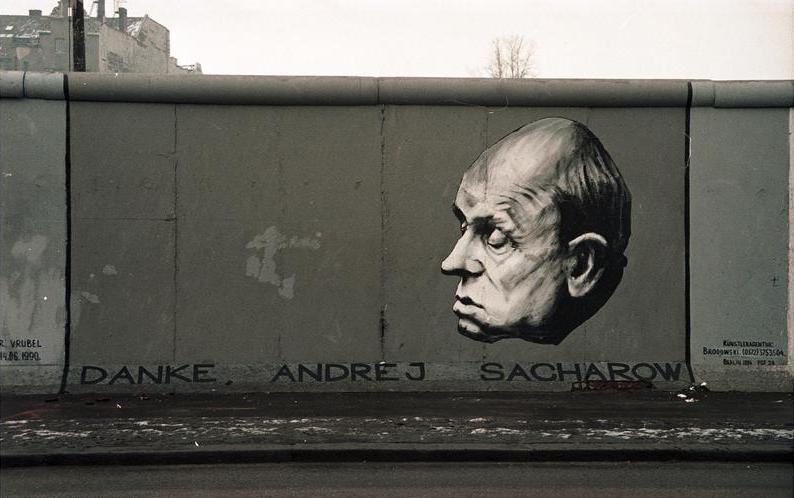
安德烈·萨哈罗夫在柏林墙上的画像，弗鲁贝尔，1990年

弗鲁贝尔最著名的作品是涂鸦作品，画在柏林墙上，题为《我的上帝，助我在这致命之爱中存活》，描绘了共产主义领导人列昂尼德·勃列日涅夫和埃里希·昂纳克接吻的情景。
这幅画的灵感来自于摄影师雷吉斯·博苏拍摄的一张照片，照片描述了1979年在庆祝民主德国成立30周年时，领导人列昂尼德·勃列日涅夫和埃里希·昂纳克之间的社会主义兄弟之吻。
2009年，这幅画被当局拆除，作为为纪念柏林墙拆除20周年所进行的修复工作的一部分，以便由弗鲁贝尔重新绘制。尽管该图像被用在东边画廊附近出售的纪念品上，但弗鲁贝尔说，2009年支付复制费用是他从该图像中获得的唯一利润。

### 其他作品
2001年，他和妻子维克多利亚·季莫菲耶娃制作了一本包含俄罗斯总统弗拉基米尔·普京肖像的大尺寸日历，名为“普京的12种心情”。日历的每一页都描绘了普京的不同形象，在莫斯科民众中引起了意想不到的反响。

## 去世
2022年8月14日，弗鲁贝尔因新冠肺炎的并发症在柏林去世，享年62岁。